# Aconitum sungpanense
Aconitum sungpanense är en ranunkelväxtart som beskrevs av Hand.-mazz.. Aconitum sungpanense ingår i släktet stormhattar, och familjen ranunkelväxter.

## Underarter
Arten delas in i följande underarter:
- A. s. leucanthum
- A. s. villosulum